# Babočka bodláková
Babočka bodláková (Vanessa cardui) je druh motýla z čeledi babočkovitých.

## Vzhled
Rozpětí křídel je 6 až 8 cm. Na dolní straně zadních křídel jsou typická oka. Samice i samec jsou si velmi podobní. Na horní straně křídel jsou žluté až oranžové skvrny, na konci předních křídel potom skvrny bílé. Tělo mají babočky ochlupené, barvy od pískově žluté až po černou. Housenky jsou ochlupené se žlutozelenými pruhy na hřbetní části, barva podkladu je šedá až černá.

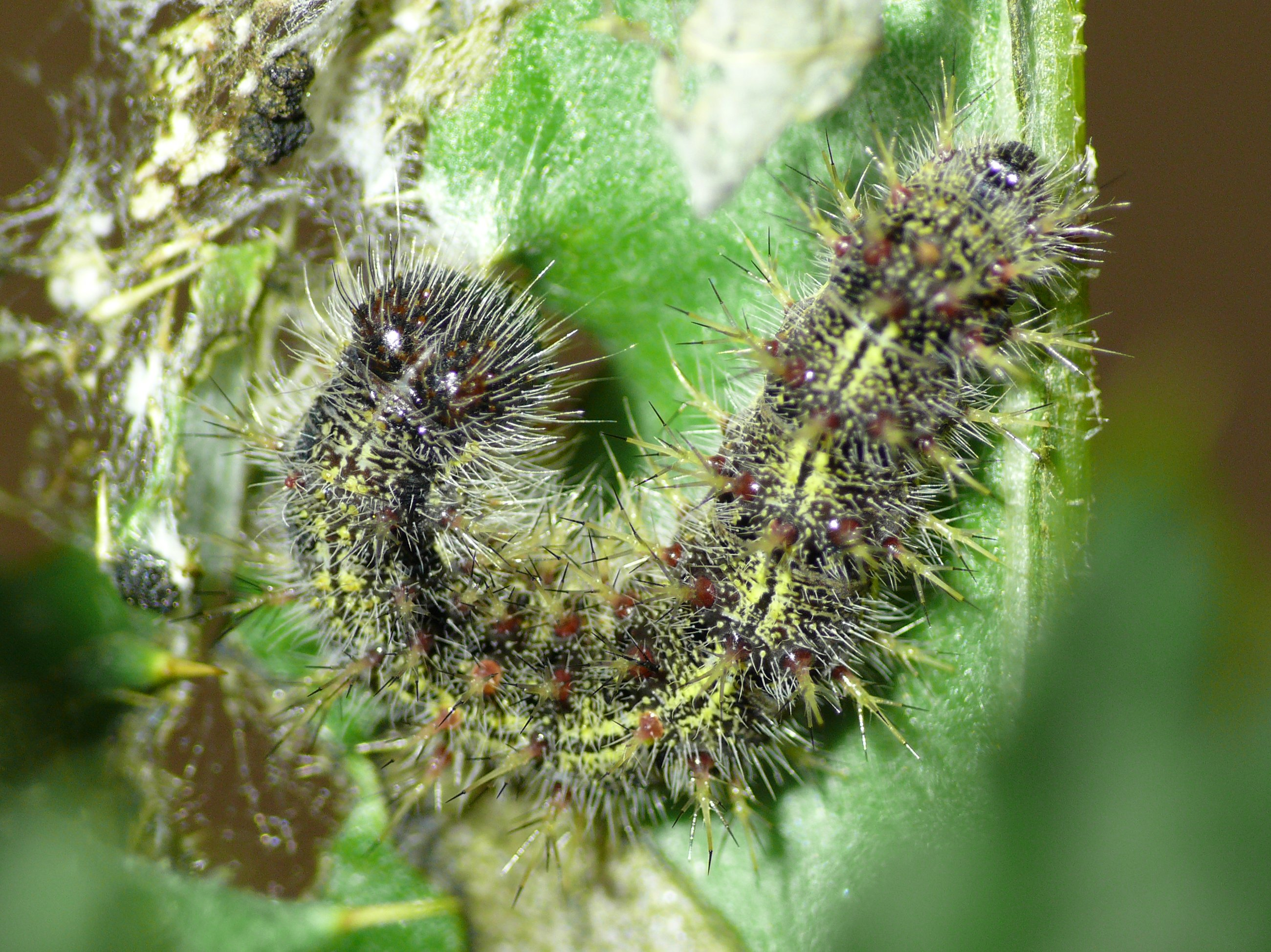
Housenka
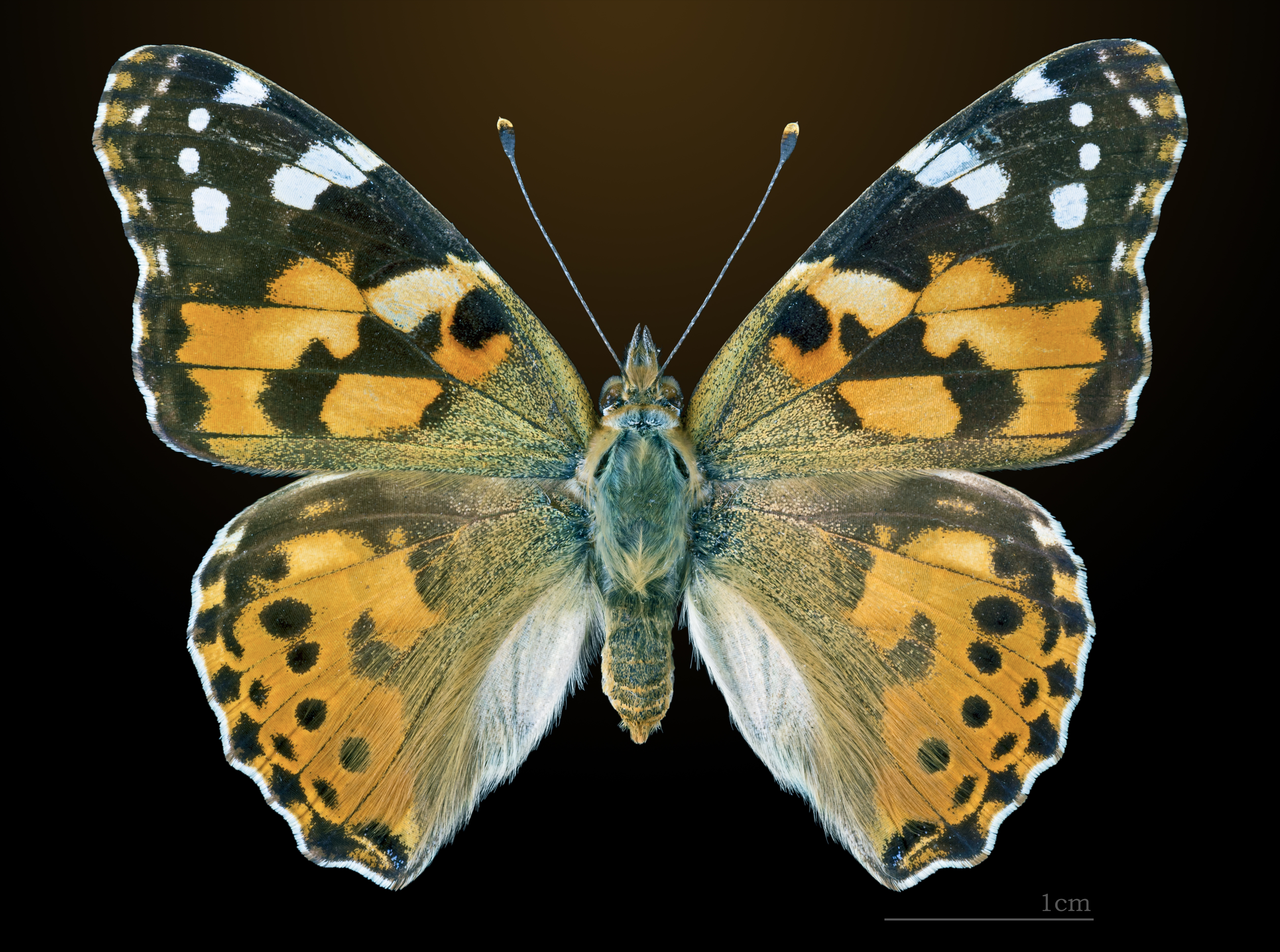
Vanessa cardui
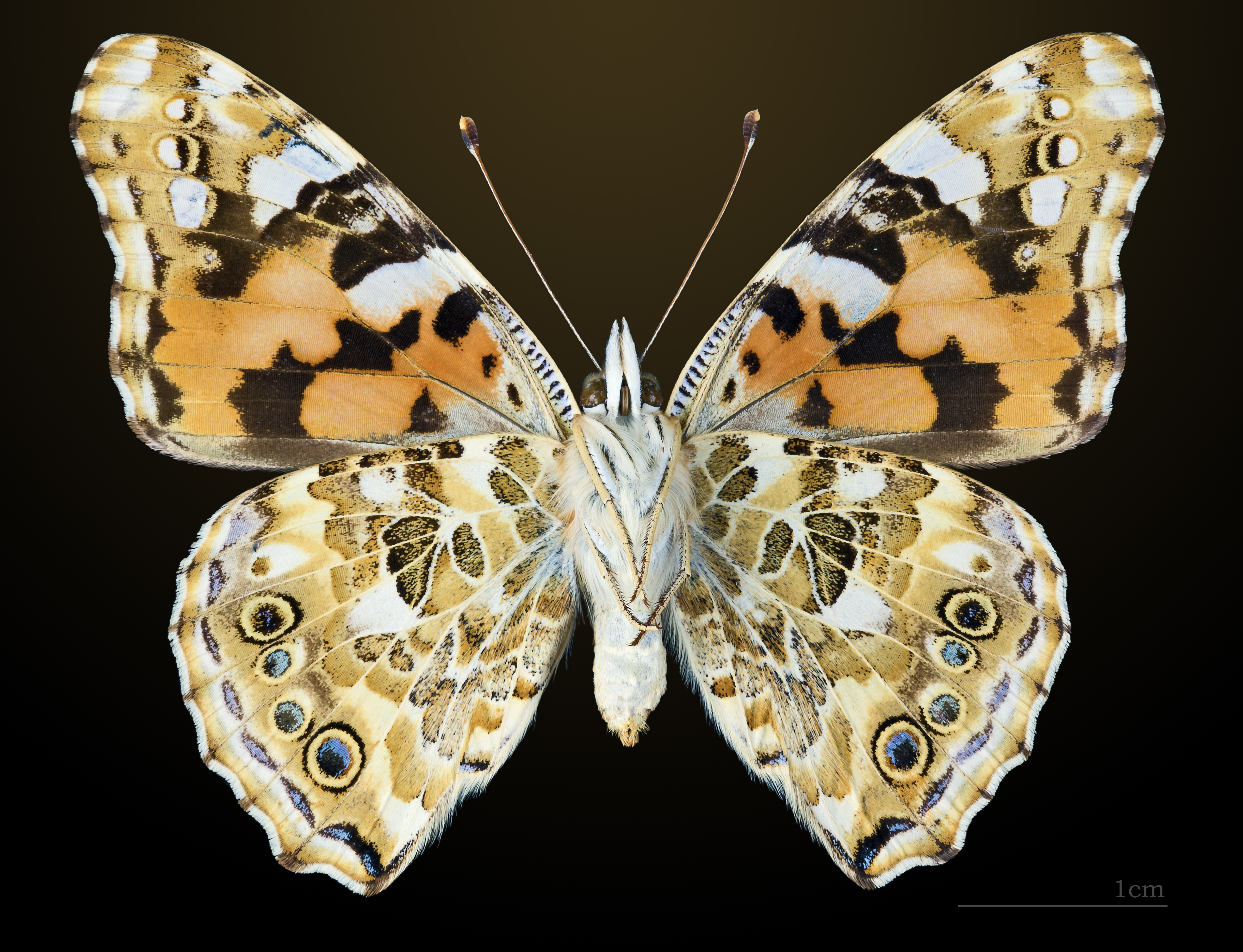
△ Vanessa cardui

## Život
V jednom roce mají babočky dvě generace, housenky první generace se vyskytují od června do července a druhé od srpna do září. Potrava housenky se skládá hlavně z kopřiv a bodláku. Za touto potravou se v průběhu roku přesouvají (migrují) směrem od jihu na sever a následují tak přesouvající se pás kvetoucích rostlin podle změny teplot („následují léto“).

## Výskyt
Vyjma jižní Ameriku se vyskytuje na celém světě. Jedná se o tažného motýla, který táhne i ve velkých hejnech. V létě se může vyskytovat v Evropě, ale při migraci se může dostat například až na sever do Skandinávie, Skotska či na Island. Dokáže letět i ve výškách 2000 m n. m. Při migraci ze Skandinávie do Afriky urazí tisíce kilometrů.

### Migrace v Evropě
První generace táhne z jižní Evropy v období května až července do střední Evropy, zde se tato generace množí a druhá generace dospělých motýlů letí v měsících srpen až září na západ a východ Evropy, kde se opět množí. Nová generace motýlů odlétá zpět do jižní Evropy. Při migraci babočka často vyletí do vyšších poloh (obvykle 300–500 m), kde se nechá unášet vzdušnými proudy a dokáže tak letět rychlostí v rozmezí 80 až 112 km za hodinu. Takto snadno přeletí dlouhé vzdálenosti za velice krátkou dobu.